# Аверушкина, Светлана Егоровна
Светлана Егоровна Аверушкина (род. 7 мая 1979) — российская самбистка и дзюдоистка, чемпионка и призёр чемпионатов России и Европы по самбо, чемпионка мира по самбо, призёр Кубков России по дзюдо, заслуженный мастер спорта России по самбо (2013). Выступала во 2-й полусредней (до 64 кг), 1-й (до 68 кг) и 2-й (до 72 кг) средней весовых категориях. Ее тренерами были В. А. Судаков и Нина Радостева.

## Спортивные достижения
- Кубок России по дзюдо 2006 года — ;
- Кубок России по дзюдо 2007 года — .
- Чемпионат России по самбо среди женщин 2007 года — ;
- Чемпионат России по самбо среди женщин 2008 года — ;
- Чемпионат России по самбо среди женщин 2009 года — ;
- Чемпионат России по самбо среди женщин 2010 года — ;
- Чемпионат России по самбо среди женщин 2011 года — ;
- Чемпионат России по самбо среди женщин 2012 года — ;
- Чемпионат России по самбо среди женщин 2013 года — ;